# 罗伯特·舒曼国际钢琴家和歌手比赛
1956年，为了纪念罗伯特·舒曼逝世100周年，在东柏林的茨维考（舒曼的出生地）设立了罗伯特·舒曼国际钢琴家和歌手比赛（德語：Internationaler Robert-Schumann-Wettbewerb für Klavier und Gesang）。该比赛是世界国际音乐比赛联合会的成员， 此后每3或4年在茨维考举行一次 （除第二届在柏林举办以外）。 